# Xiwa’ertu (köpinghuvudort i Kina, Inner Mongolia Autonomous Region, lat 48,67, long 124,27)
Xiwa'ertu (kinesiska: 西瓦尔图, 西瓦尔图镇) är en köpinghuvudort i Kina. Den ligger i den autonoma regionen Inre Mongoliet, i den norra delen av landet, omkring 1 300 kilometer nordost om regionhuvudstaden Hohhot. Antalet invånare är 23 485. Befolkningen består av 11 246 kvinnor och 12 239 män. Barn under 15 år utgör 16,0 %, vuxna 15-64 år 78 %, och äldre över 65 år 4,0 %.
Runt Xiwa'ertu är det ganska glesbefolkat, med 29 invånare per kvadratkilometer. Xiwa'ertu är det största samhället i trakten. Trakten runt Xiwa'ertu består till största delen av jordbruksmark.
Genomsnittlig årsnederbörd är 734 millimeter. Den regnigaste månaden är juli, med i genomsnitt 218 mm nederbörd, och den torraste är februari, med 8 mm nederbörd.